# Sticks
Junte Uiterwijk (Zwolle, 1982), beter bekend als Sticky Steez, Sticks of Stickert, is een Nederlands rapper uit Zwolle.
Sticks vormde tussen 1998 en 2007 samen met rapper Phreako Rico en DJ Delic de rapformatie Opgezwolle. Hun derde studioalbum Eigen Wereld uit 2006 werd in 2016 door de stemmers op hiphopinjesmoel.nl verkozen tot 'Het Hardste Hiphop Album van de Lage Landen'. Hij ging solo verder en bracht samen met Delic in 2007 het album Fakkelteit uit. Tussen 2008 en 2009 was hij onderdeel van de rapgroep Fakkelbrigade en in 2010 bracht hij met producer A.R.T. zijn tweede soloalbum Alledaagse Waanzin uit.
In 2010 richtte hij het hiphopplatform Fakkelteitgroep op om nieuw talent een kans te geven. Daarnaast werd Sticks leraar op de Rockacademie en ambassadeur van de profvoetbalclub PEC Zwolle. In 2013 vormde hij met de rappers Winne en Jiggy Djé de groep Great Minds, waarna er een gelijknamig album verscheen. Sticks en Rico gingen in 2015 op tournee onder de naam #OpgezwolleTotNu, waarna ze samen met Typhoon in 2016 in de Ziggo Dome Amsterdam het tot nu toe grootste Nederhop-concert ooit gaven.

## Biografie

### 1998-07: Opgezwolle
Sticks ontmoette rapper Phreako Rico en producer DJ Delic in het jongerencentrum Hedon, waarna ze samen begonnen met het schrijven van Engelse rapteksten. Rond 1998 stapten ze over naar het Nederlands en vormden de groep Opgezwolle, vernoemd naar hun geboorteplaats Zwolle.
In 2001 namen ze deel aan de Grote Prijs van Nederland en kwamen in de finale terecht. Hetzelfde jaar brachten ze hun debuutalbum Spuugdingen op de mic uit. Ze gingen met verschillende rappers op de Homegrown-tournee en tekenden in 2002 een contract bij het nederhop-label Top Notch. Dat jaar brachten ze samen met de Rotterdamse rapgroep Duvelduvel het gelijknamige album Opgeduveld uit.
Het tweede Opgezwolle album verscheen in 2003. Het dubbelalbum, genaamd Vloeistof/Brandstof, werd goed ontvangen. Zo sprak het muziektijdschrift OOR van 'de toekomst van de Nederlandstalige hiphop', benoemde Nieuwe Revu het album tot 'de beste Nederhopplaat van 2003' en zag Hiphop In Je Smoel Vloeistof als 'een absoluut het hoogtepunt in het genre dat Nederlandstalige hiphop'.

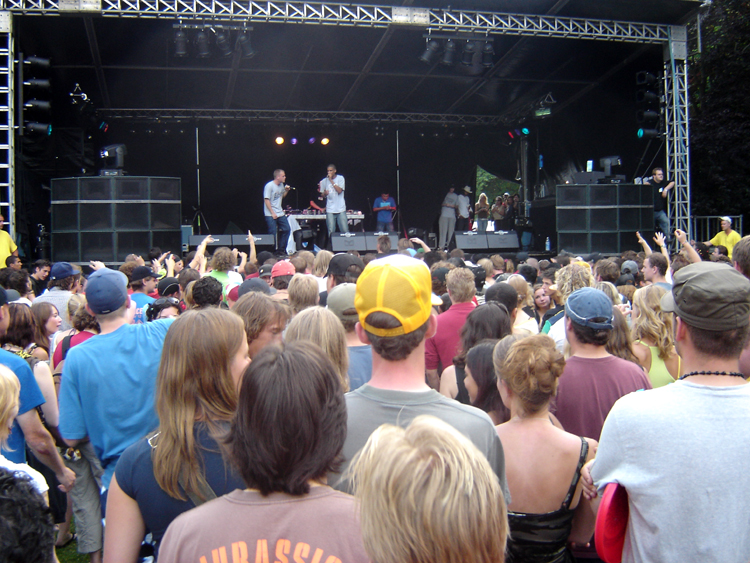
Opgezwolle op Werfpop, 2005.

Het eerste solo-project van Sticks kwam uit op 29 november 2004. Samen met producer Kubus maakte hij het album Microphone Colossus. Het album, bestaande uit persoonlijke teksten en industrieel klinkende samples, werd door de makers zelf bestempeld als 'een uit de hand gelopen jamsessie'. Het album verwijst het jazzalbum Saxophone Colossus van de Amerikaan Sonny Rollins.
Samen met de rappers Typhoon, Jawat!, DuvelDuvel en producer Kubus ging Opgezwolle tussen 2005 en 2006 op de Buitenwesten-tournee, een tournee die door heel Nederland trok. Na een stilte kwam op 23 januari 2006 vervolgens het derde Opgezwolle-album Eigen Wereld uit. Op dit album staan veel nummers waar de groep samenwerkt met andere muzikanten, onder anderen Jawat!, Duvel, Winne en Raymzter. Het album eindigde in de 'Album Top 100' op de 4e plek, toen de hoogste notering voor een Nederlandstalig rapalbum ooit. Daarnaast won het verschillende prijzen voor beste album en werd het in 2016 door de stemmers op hiphopinjesmoel.nl verkozen tot Het Hardste Hiphop Album van de Lage Landen.
Op 21 september 2007 bracht Sticks samen met Delic zijn eerst solo studioalbum Fakkelteit uit. Het album kwam binnen op de 7e de plek in de album top 100. Alle beats zijn geproduceerd door Delic, behalve Spaanse Vlieg van A.R.T.. In 2007 kwam het nieuws dat Opgezwolle uit elkaar ging. Delic ging op wereldreis, maar Sticks en Rico bleven rappen en muziek maken.

### 2008-09: Fakkelbrigade
In 2009 vormde Sticks samen met Rico, Typhoon, James en de producer A.R.T. de rapgroep Fakkelbrigade. De naam Fakkelbrigade bestond al langer en stond voor de groep vrienden uit de jeugd van Opgezwolle. Het werd bekend dat hun album Colucci Era op 22 mei zou uitkomen. Daarna kwam de single Colluci uit, waarna het album werd uitgegeven op hun label Top Notch.
Naast het album kwam er ook een bonusschijf genaamd Ingeschakeld: Prelude van een Era uit, met nummers die het album niet wisten te halen. Ze gingen op tournee door het hele land en stonden onder andere op Lowlands. Later verschenen nog videoclips van de nummers Levensgroot en Groen Gras.
De groep werd bij de State Awards 2009 genomineerd in de categorieën Beste Groep en Beste Album. 3voor12 zette het album vervolgens in hun lijst van beste Nederlandse albums van 2009. Daarnaast werd hun 101 Barz-sessie genomineerd voor de beste van het jaar.

### 2010:Alledaagse Waanzinen Fakkelteitgroep
Begin 2010 werd het bekend dat Sticks samen met producer A.R.T. een nieuw soloalbum zou uitbrengen. In maart kwam de single Tijgers & Draken uit, met een bijbehorende videoclip. In de maanden voor de release van het album brachten ze nummers uit die het album niet haalden: Hindernissen, Uniek, Verloren Zielen, Nieuwe Notie en Meer is er niet (Is dit alles). In mei kwam vervolgens één videoclip uit van de twee singles Blokkades en Parels.
Het duo nam grofweg zeventig nummers op, waar ze er uiteindelijk negentien van selecteerden. Die nummers vormden het tweede solo studioalbum van Sticks genaamd Alledaagse Waanzin, dat op 18 juni 2010 uitkwam. De titel is afgeleid van Tales of Ordinary Madness van de schrijver Charles Bukowski. Vervolgens werden er dat jaar videoclips geschoten voor de nummers Wereldpremière, Niets voor lief en Alledaagse Waanzin.
Samen met rapper Duvel vormde hij in 2010 het duo Stick-N-Duuv, waarmee ze de nummers Waar we ook gaan en Smaakmakers uitbrachten. Deze kwamen te staan op het verzamelalbum Rottz vol. 1. Voor het nummer Smaakmakers werd een videoclip geschoten. Er stond een Stick-N-Duuv album op de planning, waar de twee rappers zouden rappen op de beats van producer Henning.
Daarnaast richtte Sticks het hiphopplatform genaamd Fakkelteitgroep op. Onder de paraplu Fakkelteitgroep vielen naast Sticks zelf ook de Fakkelbrigade, James, Typhoon, Zo Moeilijk, Henning en Deux Deux. In februari 2010 kwam het eerste verzamelalbum genaamd Fakkelteitgroep vol. 1 uit. In oktober kwam de Fakkelteitgroep vol. 2 uit met nieuw talent, zoals de rapper Freez en het duo Boef en de Gelogeerde Aap. Voor het nummer Kaapstad van Sticks en Freez werd een videoclip geschoten. Ook het Stick-N-Duuv nummer LOS stond op de Volume 2.

### 2011-12:Microphone Colossus 2enStick Bukowski
2011 was een rustig jaar voor Sticks, waarin hij op muzikaal vlak niks deed. In een interview met 3voor12 in januari 2012 zei hij zelf dat 2011: "een beetje lastig voor mij persoonlijk was. Maar ik heb het wel gewoon allemaal helder gekregen. Ik besefte weer hoe blij ik moet zijn dat ik dit allemaal kan en mag doen. Ik ben gezegend." Wel werd Sticks vanaf februari 2011 ambassadeur van PEC Zwolle, de professionele voetbalclub uit zijn geboortestad Zwolle.
Sticks liet in 2012 weer van zich horen. Op 6 januari 2012 kwam het project Microphone Colossus 2 uit in samenwerking met de producer Kubus. Dit was de opvolger van Microphone Colossus, dat in 2004 uitkwam. Het album kwam in samenwerking met Puna, Pokka en Top Notch uit en kon gratis worden gedownload op de website van de Fakkelteitgroep. Sticks vond zelf dat hij op deze plaat weer "echt ging rappen op vervelende beats van Kubus" in plaats van de conceptuele nummers van zijn Alledaagse Waanzin album. Door de grote vraag kwam het album ook fysiek uit op cd.
In de rol van PEC Zwolle ambassadeur bracht hij in februari 2012 het nummer Hier zijn we weer uit. Als onderdeel van het programma Ali B Op Volle Toeren maakte Sticks samen met Ali B een remix van het nummer Pastorale van Liesbeth List. List maakte een remix van Sticks' nummer Spaanse vlieg, dat op zijn album Fakkelteit uit 2007 stond.
Aan het einde van het jaar verscheen onverwachts nog een EP van Sticks. Samen met Wu-Tang Clan producer Dr. Moon bracht hij  op 28 november 2012 het album Stick Bukowski uit. Het album, vernoemd naar de schrijver Charles Bukowski, kwam spontaan tot stand. Sticks zat samen met Moon in het huis van Top Notch labelbaas Kees de Koning voor een ander project met verschillende rappers, maar die kwamen niet opdagen. Toen zijn ze met z'n tweeën muziek gaan maken en werd het album tussen 14 en 17 augustus compleet geschreven en opgenomen.
De Fakkelteitgroep bracht in oktober 2012 het verzamelalbum Fakkelteitgroep IV uit, waar Sticks een bijdrage op leverde met onder andere de nummers Comfortabel en Sticks 2012 in samenwerking met Winne. Ook het nummer Mooie woorden, tevens met de Rotterdamse rapper Winne, kwam dat jaar uit. Daarnaast stond hij met het nummer Laat maar gaan op de EP Arbeider's Klasse van de producer Presto.

### 2013: Great Minds

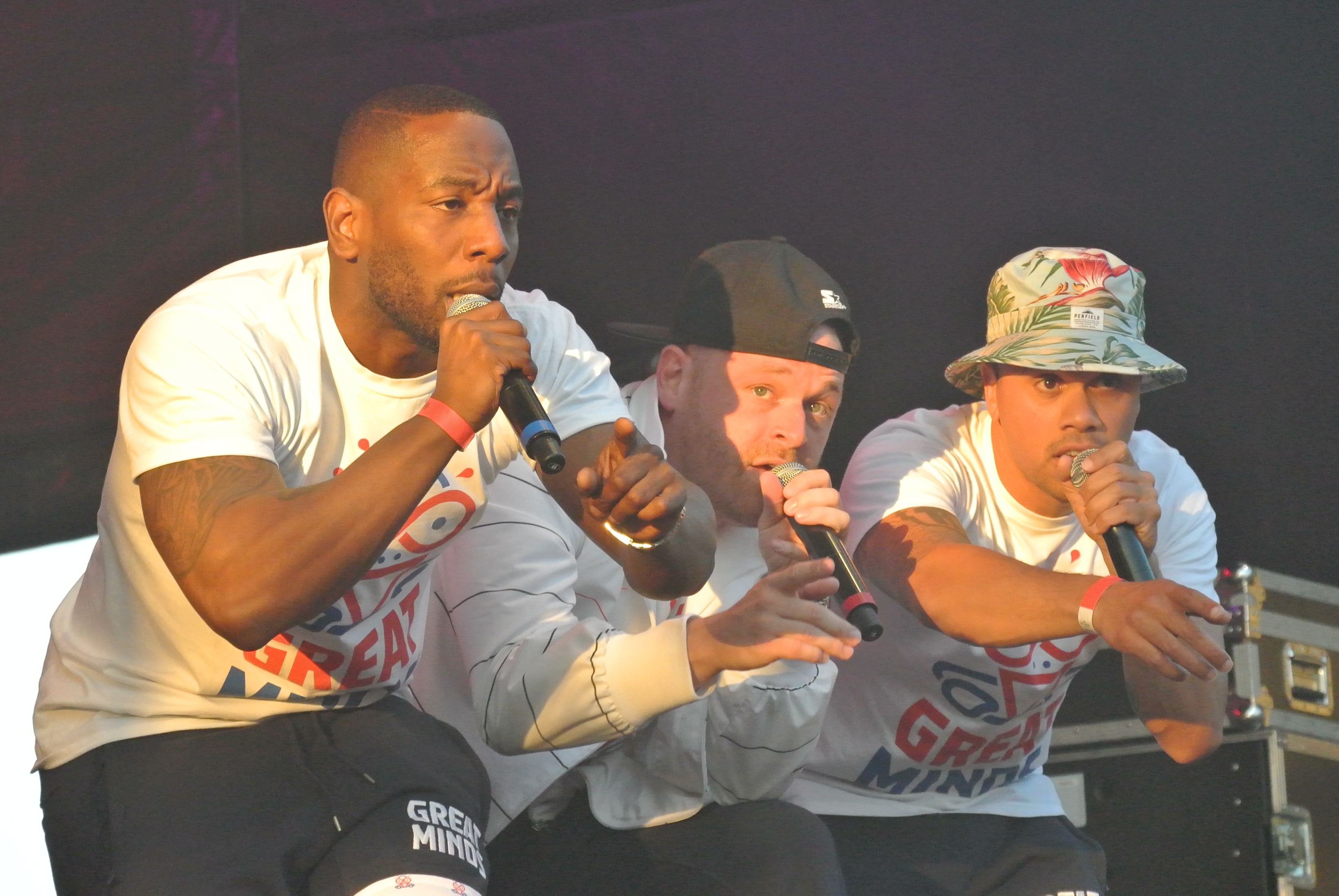
Winne, Sticky Steez en Jiggy Djé vormden de supergroep Great Minds in 2013.

Begin 2013 bundelden Sticks en de andere rappers Jiggy Djé, Winne en de producer Dr. Moon hun krachten en vormden de supergroep Great Minds. De groep reisde in maart af naar Parijs, waar het album grotendeels werd opgenomen. Van tevoren werden er op Youtube via het hiphop-platform Puna afleveringen online gezet, waarin de reis van de groep te volgen was.
Het album, genaamd Great Minds, kwam uit in juni 2013. Het kwam in de album top 100 binnen op een tweede plek, iets wat nog nooit was gebeurd bij een alternatieve nederhop plaat. Daarmee verbrak Sticks zijn eigen record: tot 2013 was het album Eigen Wereld van Opgezwolle het album met de hoogste hitnotering. In de maand juni maakte Great Minds een korte clubtournee en kwam onder andere in Oosterpoort, 013, Melkweg en Tivoli. De groep trad ook op tijdens Lowlands 2013 en het Appelsap 2013 Festival in het Oosterpark in Amsterdam. 
Daarnaast werd het album door 3voor12 genomineerd voor het 'beste album' van 2013.
De heren gingen vervolgens weer verder met hun solocarrières. In maart 2014 kreeg de groep de FunX Music Award voor 'beste groep' en in november van dat jaar kwam het nummer Altijd Op Tijd uit, als onderdeel van de documentaire Vanaf Nu.

### 2014: samenwerkingen en 'Straat Woord Beeld'-project
2014 stond in het teken van samenwerkingen met rappers uit zijn eigen Fakkelteitgroep. Zo stond hij op het album Les Demoiselles van Freez & A.R.T met het nummer A28, op het album Irie van Rico & A.R.T. met het nummer Je Weet en op het album Lobi da basi van Typhoon met het nummer Ochtend Weer.
In september 2014 verscheen er uit het niets nieuwe muziek van Sticks. Hij bracht een EP uit genaamd Straat Woord Beeld, dat onderdeel was van een multimediaal project. Samen met zijn vriendin, de fotografe Kinza Ferjani, volgde hij vijf daklozen uit Zwolle om vervolgens hun verhaal te vertellen. Sticks door middel van muziek, Ferjani door middel van fotografie.

### 2015-16: Dazzled Sticks en '#OpgezwolleTotNu'-tournee
In 2015 kwam er weer plotseling muziek uit van Sticks. Dit keer bracht hij een album uit in samenwerking met Dazzled Kid. De twee hadden elkaar ontmoet op de begrafenis van een fan en besloten samen meer muziek te gaan maken. In oktober van dat jaar kwam het album Dazzled Sticks uit en was in samenwerking met WeTransfer gratis te downloaden op het internet. Daarnaast kwam het album uit op vinyl. In 2016 kwam vervolgens een EP uit op vinyl met vier remixen van het album. Later dat jaar liet Dazzled Sticks van zich horen met de single Iedereen is gek.
Samen met Rico stond Sticks op Lowlands 2015, waar ze bekendmaakten 18 maart 2016 samen in de Heineken Music Hall te staan met de show #OpgezwolleTotNu. Zo gingen de twee rappers negen jaar na het einde van Opgezwolle weer samen muziek uit die tijd laten horen. De show was binnen no-time uitgekocht, waarna er bekend werd gemaakt dat er een tournee aan vast werd geplakt. In 2016 bestond Opgezwolle vijftien jaar, waardoor de drie Opgezwolle albums (Spuugdingen op de Mic., Vloeistof en Eigen Wereld) opnieuw werden uitgegeven op vinyl. Daarnaast kwam er een vijftien jaar carrière-omvattende boxset uit.
Sticks was in 2016 ook veelvuldig te horen in de reclame van verzekeraar A.S.R. in een opmerkelijke monoloog. Op 9 december gaven Sticks, Rico en Typhoon vervolgens het grootste Nederlandse hiphopconcert uit de geschiedenis. De drie uur durende show werd gegeven in de Ziggo Dome Amsterdam.

## Invloed
Sticks werkt ook als A&R bij Top Notch, hij zoekt nieuw talent en begeleidt deze. Zo bracht hij Kubus (2004), DuvelDuvel (2004), Jawat! (2005), Typhoon (2006), Zo Moeilijk (2008) en Fakkelbrigade (2009) allemaal bij Top Notch uit. Ook was hij degene die in 2008 de track van Fresku, Brief aan Kees, aan Kees de Koning liet horen, waardoor Fresku een contract bij Top Notch kreeg.

### Collega-rappers over Sticks
Winne - Rotterdamse rapper Winne werd door Sticks geïnspireerd om te beginnen met rappen in het Nederlands, nadat Supahdupah hem in 2004 het album Buitenwesten had laten horen. Winne: "In die tijd luisterde ik nog niet naar Nederlandstalige rap. Ik vond Extince amazing maar ik had niet het idee dat ik dat zelf ook zou kunnen. Op dat Buitenwesten album stonden drie liedjes die daar verandering in brachten. Een van die liedjes heet Hamvraag. Ik was blown away door de beat van Kubus en Sticks veranderde op dat moment mijn leven. Nog niemand had Nederlandstalige rap voor mij zo cool laten klinken. Ik heb toen letterlijk op die track (over de lyrics van Sticks heen) mijn eerste Nederlandstalig track geschreven. [...] In die sessie is Winne geboren en mijn carrière onofficieel begonnen. [...] Zonder Sticks was er misschien geen Winne." (19 mei 2019)
Jiggy Djé - "Als je flow, delivery, content, body of work, impact op de cultuur en relevantie neemt als graadmeters dan is Sticks de GOAT. Hef is wat mij betreft een van de weinigen die serieus meegenomen kan worden in deze discussie omdat hij nog altijd piekt." (19 mei 2019)

## Prijzen en nominaties
Nominaties
| Jaar | Prijs             | Categorie     | Muziek             |
| ---- | ----------------- | ------------- | ------------------ |
| 2007 | Gouden Greep      | Beste Album   | Fakkelteit         |
| 2010 | State Awards 2010 | Beste Artiest |                    |
| 2010 | State Awards 2010 | Beste Album   | Alledaagse Waanzin |
| 2010 | State Awards 2010 | Beste Single  | Tijgers & Draken   |

Song van het Jaar (3voor12)
- 2007 - #95 Spaanse Vlieg[49]
- 2016 - #77 Dans (Dazzled Sticks)[50]

Groepsverband

## Discografie

### Albums
Studioalbums
- Fakkelteit (met Delic) (2007)
- Alledaagse Waanzin (met A.R.T.) (2010)
- STICKmatic (2020)
- Het mooiste komt nu (met Kubus) (2020)
- Alles Over Hoop (2023)
- En door (2023)
- Zonneschijn (2024)

Ep's
- Microphone Colossus (met Kubus) (2004)
- Microphone Colossus 2 (met Kubus) (2012)
- Stick Bukowski (met Dr. Moon) (2012)
- DazzledSticks (met Dazzled Kid) (2015)

Projecten
- In a cabin with: L'Abattoir (als lid van L'Abattoir) (2010)

Albums in groepsverband
- Opgezwolle
  - Spuugdingen op de mic (2001)
  - Vloeistof + Brandstof (2003)
  - Eigen Wereld (2006)
- Opgeduveld
  - Opgeduveld (2002)
- Fakkelbrigade
  - Colucci Era + Prelude van een Era (2009)
- Great Minds
  - Great Minds (2013)
- Rico & Sticks
  - IZM (prod. Kubus) (2017)
  - MeerIZM (EP) (prod. Kubus) (2017)

Verzamelalbums
- #OpgezwolleTotNu (2016) (vijftien jaar carrière-omvattende boxset met Rico)
- Verloren Waanzin - de lost tapes (met A.R.T.) (2018)

Hitnotering
| Album                           | Verschijnen       | Label     | Hitlijsten | Hitlijsten | Hitlijsten | Hitlijsten | Opmerkingen |
| Album                           | Verschijnen       | Label     | BE (VL)    | BE (VL)    | NL         | NL         | Opmerkingen |
| Album                           | Verschijnen       | Label     | Piek       | Weken      | Piek       | Weken      | Opmerkingen |
| ------------------------------- | ----------------- | --------- | ---------- | ---------- | ---------- | ---------- | ----------- |
| Stick Bukowski                  | 30 november 2012  | Top Notch | —          | —          | 43         | 1          | Studioalbum |
| #Opgezwolletotnu (met Rico)     | 1 juli 2016       | Top Notch | 150        | 1          | 32         | 1          | Studioalbum |
| IZM (met Rico)                  | 29 september 2017 | Top Notch | —          | —          | 8          | 10         | Studioalbum |
| STICKmatic                      | 5 augustus 2020   | Top Notch | —          | —          | 19         | 3          | Studioalbum |
| Het mooiste komt nu (met Kubus) | 18 november 2020  | Top Notch | —          | —          | 17         | 1          | Studioalbum |
| Alles over hoop                 | 18 januari 2023   | Top Notch | —          | —          | 2          | 2          | Studioalbum |

### Multimediaprojecten
Exposities
- Onrust - Museum de Fundatie, Zwolle (audiovisuele installatie, prod. Kubus) (2019-20)

Muziekboek
- Land Woord Beeld (boek + CD, foto's door Kinza Ferjani, prod. A.R.T.) (2013)
- Straat Woord Beeld (boek + CD, foto's door Kinza Ferjani, prod. A.R.T.) (2014)

### Nummers
Sticks vormde duo's met rappers Rico en Duvel en werkte meestal samen met de producers DJ Delic, Kubus en A.R.T..
Solo
- 2005 - De Kampioen is Hier (prod. The Flexican)
- 2009 - Jonge Ondernemers (met Hef & Akwasi, prod. Hayzee)
- 2010 - Minimalisme (Premier Changed My Life project)
- 2010 - Fakkelteitgroep vol 1. & vol. 2
  - Niks voor ons (met Rosco, prod. Henning)
  - Niet Praten (met Rosco, prod. Henning)
  - Jammin'  (met James, prod. A.R.T.)
  - Cyclus (met Rico & Nosa, prod. A.R.T.)
  - Kaapstad (met Freez, prod. A.R.T.)
- 2011 - Laat Maar Gaan (prod. Presto)
- 2012 - Afdronk (prod. Seven League Beats)
- 2012 - Comfortabel (prod. Henning)
- 2012 - Hier zijn we weer (als ambassadeur van PEC Zwolle)
- 2014 - M’n Outfit Is Blauw/Wit (als ambassadeur van PEC Zwolle)
- 2015 - Geen Verschil (als onderdeel van het project 'Geen Verschil')
- 2015 - Waar wacht je op?! (prod. Big2)
- 2020 - Solo (prod. Henning)
- 2020 - Grijnzen (prod. Big2)
- 2020 - Nog hier (prod. Davey Donovan)
- 2020 - Geweten (prod. Davey Donovan)

Rico & Sticks
- 2003 - FB Ja (prod. Kubus)
- 2005 - Een Beetje Vertieft (met Raymzter, prod. Kubus)
- 2010 - Hoogtevrees (prod. A.R.T.)
- 2011 - Hallo!!! (prod. A.R.T.)
- 2011 - Uit Zicht (prod. A.R.T.)
- 2012 - Hey!! (prod. A.R.T.)
- 2012 - Ping Pong (prod. A.R.T.)
- 2012 - Spreekwapens (als onderdeel van de campagne 'Spreekwapens', prod. A.R.T.)
- 2016 - Breedbeeld Visie
- 2016 - Hoe Meer Je Praat
- 2017 - Breng het samen  als themanummer van 3FM Serious Request 2017
- 2019 - 0.0 (met De Staat)
- 2020 - Babies (prod. A.R.T.)
- 2020 - Connect (met Zwangere Guy, prod. Sticks)

Sticks & Delic
- 2005 - Patta Exclusief 4 (met James & Sha)
- 2007 - Fakkelteit (album, 16 nummers)

Kubus & Sticks
- 2003 - Buiten Westen (met Kebap)
- 2003 - Stickstof
- 2003 - FB Ja
- 2004 - Microphone Colossus (EP, 12 nummers)
- 2004 - Hamvraag (Buitenwesten album)
- 2005 - Tijdsgeest
- 2005 - Volle Vrijheid
- 2007 - Vrijspel
- 2012 - Microphone Colossus 2 (EP, 10 nummers)
- 2020 - Dag tot dag (met Hef)

Sticks & A.R.T.
- 2005 - De Waakhond
- 2005 - Kleurrijk (met Typhoon)
- 2007 - Spaanse Vlieg
- 2008 - In Rook Opgegaan (met Typhoon)
- 2009 - Bonusronde
- 2010 - Alledaagse Waanzin (album, 19 nummers)
- 2010 - Alledaagse Waanzin afvallers
  - Hindernissen
  - Uniek
  - Verloren Zielen
  - Nieuwe Notie (met Typhoon)
  - Meer is er niet (Is dit alles)
  - Drieluik 2
  - Uitbuiters
- 2014 - Ruim ut Op
- 2016 - Dat Vind Ik (als onderdeel van de A.S.R. reclame)

Stick-N-Duuv (met Duvel, prod. Henning)
- 2010 - LOS
- 2010 - Waar we ook gaan
- 2010 - Smaakmaker

Sticks & Moon (met Dr. Moon)
- 2012 - Stick Bukowski (EP, 9 nummers)
- 2012 - Sticks 2012 (met Winne)
- 2012 - Mooie Woorden (met Winne)
- 2020 - Waggies

DazzledSticks (met Dazzled Kid)
- 2015 - DazzledSticks (EP, 11 nummers)
- 2016 - Iedereen is Gek

#### Hitnoteringen
| Lied                                    | Verschijnen     | Album                                 | Hitlijsten | Hitlijsten | Hitlijsten   | Hitlijsten   | Opmerkingen |
| Lied                                    | Verschijnen     | Album                                 | BE (VL)    | BE (VL)    | NL (Top 100) | NL (Top 100) | Opmerkingen |
| Lied                                    | Verschijnen     | Album                                 | Piek       | Weken      | Piek         | Weken        | Opmerkingen |
| --------------------------------------- | --------------- | ------------------------------------- | ---------- | ---------- | ------------ | ------------ | ----------- |
| Breng het terug (met Safi & Spreej)     | 3 juni 2013     | Fase 2 (van Safi & Spreej)            | tip25      | —          | —            | —            |             |
| Klein gebedje (met Tourist LeMC)        | 4 november 2013 | Antwerps testament (van Tourist LeMC) | tip68      | —          | —            | —            |             |
| Aangehouden op een maandag (met Mula B) | 6 april 2018    | Meesterplusser (van Mula B)           | —          | —          | 69           | 1            |             |
| Forever (meer dan genoeg) (met Hef)     | 25 januari 2019 | Koud (van Hef)                        | —          | —          | 100          | 1            |             |
| Connect (met Zwangere Guy)              | 22 mei 2020     | STICKmatic                            | tip40      | —          | —            | —            |             |
| Vogelvrij (met Big2 en Josylvio)        | 26 maart 2021   | New life (van Big2)                   | —          | —          | 93           | 1            |             |

### Samenwerkingen
Gastoptredens
| Jaar | Titel                                                                     | Album                                           |
| ---- | ------------------------------------------------------------------------- | ----------------------------------------------- |
| 2001 | Pimprappers (met Rico & Duvel)                                            | DuvelDuvel - Van Aap naar Primaat               |
| 2003 | Zure Overval (met Duvel, Klopdokter, Raymzter, Kiddo Cee, Extince & Rico) | Extince - 2e Jeugd                              |
| 2004 | Hamvraag                                                                  | Kubus - Buitenwesten                            |
| 2004 | Je kan niet komen (met Rico)                                              | Kubus - Buitenwesten                            |
| 2004 | Zwolsche Boys (met Rico)                                                  | Kubus - Buitenwesten                            |
| 2004 | Strik je Veter (met Rico)                                                 | Kubus - Buitenwesten                            |
| 2004 | Dikke Gek (met Jawat! & Rico)                                             | Kubus - Buitenwesten                            |
| 2004 | Schaapies tellen (met Rico)                                               | C-mon - Cereal                                  |
| 2004 | Stabiele Factor (met Duvel)                                               | DuvelDuvel - Perceptie                          |
| 2005 | Batterij (met Jawat! & Rico)                                              | Jawat! - Ut Zwarte Aap                          |
| 2005 | De Waarheid (met Jawat!)                                                  | Jawat! - Ut Zwarte Aap                          |
| 2005 | Levenslessen (met Raymzter & Rico)                                        | Raymzter - Rayacties                            |
| 2006 | Broodnodig (met Kiddo Cee & Rico)                                         | Kiddo Cee - Biologica                           |
| 2006 | Kritiek (met U-Niq, Winne & Bianca)                                       | U-Niq - Rotterdam                               |
| 2006 | Schrijf ik (met Blaxtar & Rico)                                           | Blaxtar - Ozmoses                               |
| 2006 | Te Vermoorden (met Blaxtar)                                               | Blaxtar - Ozmoses                               |
| 2007 | Natuurlijk (met Typhoon & Rico)                                           | Typhoon - Tussen licht en lucht                 |
| 2007 | Wind Waait (met Typhoon)                                                  | Typhoon - Tussen licht en lucht                 |
| 2007 | Opgeblazen (met Salah Edin & Rico)                                        | Salah Edin - Nederlands Grootste Nachtmerrie    |
| 2007 | Op de Straat (Salah Edin, Kempi, Appa & Winne)                            | Salah Edin - Nederlands Grootste Nachtmerrie    |
| 2008 | Camera (met BangBang)                                                     | Kubus & BangBang - Pie & Mash                   |
| 2008 | Zo Moeilijk (met Zo Moeilijk & Rico)                                      | Zo Moeilijk - Nijmeegse Modo                    |
| 2008 | Politiek (met U-Niq & Rico)                                               | U-Niq - Het Kapitalisme                         |
| 2009 | Hart, Stijl & Karakter (met Raymzter)                                     | Raymzter - De Frontlinie                        |
| 2009 | Het Derde Oog (met Boef en de Gelogeerde Aap & Rico)                      | Boef en de Gelogeerde Aap - Vind Ons            |
| 2010 | Waarheid (met Muppetstuff)                                                | Rico, Typhoon & Muppetstuff - Wie heeft de Bal? |
| 2011 | Tevreden met een Beetje (met Freez)                                       | Freez - 8.6ies                                  |
| 2011 | 24H (met Freez)                                                           | Freez - 8.6ies                                  |
| 2011 | 8.6 (met Freez)                                                           | Freez - 8.6ies                                  |
| 2011 | Ambiance (met Jiggy Djé)                                                  | Jiggy Djé - Het Grote Plaatje                   |
| 2011 | Cirkels (met Zo Moeilijk)                                                 | Zo Moeilijk - Nieuwe Moves                      |
| 2011 | Laatbloeiers (met Zo Moeilijk)                                            | Zo Moeilijk - Nieuwe Moves                      |
| 2011 | Rijkdom (met Zo Moeilijk & Akwasi)                                        | Zo Moeilijk - Nieuwe Moves                      |
| 2011 | Opties (met Kubus & Rico)                                                 | Kubus & Rico - DMT                              |
| 2011 | Gewoon Gaan (met Evenwicht & Rosco)                                       | Evenwicht - Evenwicht EP                        |
| 2012 | Laat Maar Gaan                                                            | Presto - Arbeider's Klasse                      |
| 2013 | Breng het Terug (met Safi & Spreej)                                       | Safi & Spreej - Fase 2                          |
| 2013 | Fitte Ridders (Boef en de Gelogeerde Aap & Rico)                          | Boef en de Gelogeerde Aap - Niet Hier           |
| 2013 | Klein Gebedje (remix) (met Tourist LeMC)                                  | Tourist LeMC - Antwerps Testament               |
| 2014 | A28 (met Freez & Typhoon)                                                 | Freez & A.R.T. - Les Demoiselles                |
| 2014 | Je Weet (met Rico, Typhoon & Maikal X)                                    | Rico & A.R.T. - Irie                            |
| 2014 | Ochtend Weer (met Typhoon)                                                | Typhoon - Lobi da Basi                          |
| 2015 | Mercy                                                                     | De Sluwe Vos - Kontra Album part 1              |
| 2017 | Du Real is Back (met Kempi)                                               | Kempi - DU4                                     |
| 2018 | Aangehouden op een Maandag (met Mula B)                                   | Mula B - Meesterplusser                         |
| 2018 | Vind Je Mooi (met The Partysquad, Lil' Kleine & Punish)                   | The Partysquad - Nachtwacht                     |
| 2018 | Blijven Rennen (met MocroManiac & Sevn Alias)                             | Spanker - Ontbijten met Champagne               |
| 2019 | Forever (Meer Dan Genoeg) (met Hef)                                       | Hef - Koud                                      |
| 2019 | Boem (met Kevin)                                                          | Kevin - Vrij                                    |
| 2019 | Op De Weg (met Murda, Winne & Kevin)                                      | Murda - BABA                                    |
| 2019 | ELLEBOGENWERK (met Zwangere Guy)                                          | Zwangere Guy - BRUTAAL                          |
| 2020 | Niet Moeilijk (met ADF Samski)                                            | ADF Samski - Fresh Prince van Noord             |

Verzamelalbums
| Jaar | Titel                                               | Album                                  |
| ---- | --------------------------------------------------- | -------------------------------------- |
| 2003 | Het Doek Valt (met Rico & Typhoon)                  | Vet Verse Flows                        |
| 2005 | De Kampioen is Hier (met The Flexican)              | Made in da Shade: Kings Soundtrack     |
| 2005 | Kleurrijk (met Typhoon)                             | Rhyme for Tought                       |
| 2005 | Tijdsgeest                                          | Rhyme for Tought                       |
| 2005 | Patta Exclusief 4 (met James & Sha)                 | Patta Mixtape – Je Weet Toch           |
| 2005 | Volle Vrijheid                                      | Homegrown 2005                         |
| 2007 | Vrijspel                                            | Hard Hard Hard mixtape                 |
| 2009 | Niet Jaloers (met Duvel & Typhoon)                  | Carmen van het Noorden – De Soundtrack |
| 2009 | Hoogtevrees (met Rico)                              | So So Lobi: Sterker Door Liefde        |
| 2010 | Valse Profeten (met Typhoon)                        | Fakkelteitgroep vol. 1                 |
| 2010 | Basis (met Zo Moeilijk & Rico)                      | Fakkelteitgroep vol. 1                 |
| 2010 | Chocolade (met Typhoon, Rico & New Cool Collective) | Fakkelteitgroep vol. 1                 |
| 2010 | Hoogtevrees (met Rico)                              | Fakkelteitgroep vol. 1                 |
| 2010 | Tijgers & Draken                                    | Fakkelteitgroep vol. 1                 |
| 2010 | Drieluik 2                                          | Puna.nl Rode Terreur                   |
| 2010 | Minimalisme                                         | Premier Changed My Life                |
| 2010 | Niks van ons (met Rosco)                            | Fakkelteitgroep vol. 2                 |
| 2010 | Jammin' (met James)                                 | Fakkelteitgroep vol. 2                 |
| 2010 | Rijkdom (met Zo Moeilijk & Akwasi)                  | Fakkelteitgroep vol. 2                 |
| 2010 | Cyclus (met Rico & Nosa)                            | Fakkelteitgroep vol. 2                 |
| 2010 | Kaapstad (met Freez)                                | Fakkelteitgroep vol. 2                 |
| 2010 | Waar we ook gaan (met Duvel)                        | Rottz vol. 1                           |
| 2010 | 221 (met Jawat!, Duvel, Supah en Typhoon)           | Rottz vol. 1                           |
| 2010 | Smaakmaker (met Duvel)                              | Rottz vol. 1                           |
| 2010 | Tijgers & Draken (remix) (met Akwasi & Duvel)       | Top Notch Extravaganza vol. 5          |
| 2011 | Laat Maar Gaan                                      | Rottz vol. 2                           |
| 2011 | Nieuwe Liegè (met De Gelogeerde Aap)                | Fakkelteitgroep vol. 3                 |
| 2011 | 24H (met Freez)                                     | Fakkelteitgroep vol. 3                 |
| 2011 | Uit Zicht (met Rico)                                | Fakkelteitgroep vol. 3                 |
| 2011 | Op Slot (met Rosco & Freez)                         | Fakkelteitgroep vol. 3                 |
| 2012 | Hey!! (met Rico)                                    | Fakkelteitgroep vol. 4                 |
| 2012 | Comfortabel                                         | Fakkelteitgroep vol. 4                 |
| 2012 | Sticks 2012 (met Winne)                             | Fakkelteitgroep vol. 4                 |
| 2012 | Doe Maar Net Alsof (met Doe Maar, Winne & Rico)     | Doe Maar - Versies / Limmen Tapes      |
| 2012 | Pion(ier) (met Freez)                               | Hiphopleeft Mixtape vol. 1             |